# Юшковы
Юшковы — древний русский дворянский род татарского происхождения. Боярский род.
При подаче документов (25 мая 1686) для внесения рода в Бархатную книгу, была предоставлена родословная роспись Юшковых.
Род записан в VI часть родословных книг Казанской, Калужской и Пензенской, Санкт-Петербургской, Московской, Вологодской, Нижегородской, Казанской губерний и других.
Только в центре Москвы было три Юшковых переулка, названия которых изменены на более угодные.

## Происхождение и история рода
Род ведёт своё начало от выехавшего из Золотой Орды (Большой Орды) к великому князю Дмитрию Ивановичу князя Зеуша, во святом крещении Стефана. От старшего его сына Юрия якобы и пошли Юшковы. Юшка — уменьшительное от «Юрий». Согласно семейному преданию род ведет своё происхождение от Чингисхана.
Юшковы служили Российскому Престолу в боярах, наместниками, стольниками, комнатными, стряпчими, постельничими, воеводами и в иных знатных чинах.

## Описание герба
В Гербовнике Анисима Титовича Князева 1785 года имеется печать с гербом президента Камер-коллегии (1760), генерал-полицмейстера в Санкт-Петербурге (1762), тайного советника, московского гражданского губернатора (до 1773) Ивана Ивановича Юшкова: на ордене расположен щит, в серебряном поле которого изображён человек в тёмно-красном одеянии с поднятым вверх мечом (дубиной?) и стоящим на зелёной траве. Щит увенчан дворянской короной (дворянский шлем и намёт отсутствуют). Вокруг ордена расположена орденская лента.

## Известные представители
- Юшков Михаил Назарьевич — за московское осадное сиденье пожаловано в вотчину поместье в Козельском уезде (1610), воевода в Ряжске (1627), московский дворянин (1627—1640), умер приняв схиму с именем Моисея († 1647).
- Юшков Иван Григорьевич — воевода в Белеве (1614—1615), Перемышле (1620—1621), Черни (1622).
- Юшков Степан — воевода в Юрьевце (1623).
- Юшков Гавриил Константинович — дворянин московский (1627—1658), воевода в Курске (1626—1627), Щацке (1636—1637).
- Юшков Григорий Михайлович — московский дворянин (1627—1640), воевода в Верее (1626), Яренске (1627—1628), Козельске (1636).
- Юшков Иван Александрович — воевода в Мещовске (1626).
- Юшков Яков Александрович — воевода в Мценске (1626—1629).
- Юшков Пётр Иванович — московский дворянин (1627—1640), воевода в Кевроле и Мезени (1629).
- Юшков Пимен Матвеевич — воевода в Цывильске (1629), Пскове (1630—1632).
- Юшковы: Фрол Степанович, Хрисанф и Яков Александровичи — московские дворяне (1627—1640).
- Юшков Осип Михайлович — воевода в Цывильске (1630—1637).
- Юшков Пимен Дементьевич (†1643[10]) — дворянин московский (1627—1640), воевода псковский, сотенный голова в Москве и Можайске, участник взятия Себежа (1632).
- Юшков Прокофий Петрович — стольник царицы Евдокии Лукьяновны (1636), стольник (1640—1642).
- Юшков Никифор Лаврентьевич — московский дворянин (1636—1640).
- Юшков Василий Григорьевич — стольник (1640—1676).
- Юшков Прокофий Андреевич — воевода в Порхове (1646—1649).
- Юшков Лев Степанович — стольник (1627—1629), дворянин московский (1650—1677), голова у сторожей в Польском походе (1654—1656), походный московский дворянин царицы Натальи Кирилловны (1677).
- Юшков Борис Гаврилович († 1717) — стольник (1658-1676), думный дворянин (1676), окольничий (1677), боярин (1682—1692), дядька царя Иоанна Алексеевича[1]; женат на княжне Елене Григорьевне Козловской.
- Юшков Фёдор Дементьевич — стольник патриарха Филарета Никитича (1627), стряпчий с платьем (1627—1629), стольник (1629—1640), дворянин московский (1658—1668), воевода в Коломне (1645—1647), Угличе (1654), строитель г. Алексеевска (1676—1677).
- Юшков Тимофей Борисович — стольник царицы Натальи Кирилловны, комнатный стольник царя Петра Алексеевича (1676—1692), окольничий (1692).
- Юшков Никита  Фёдорович — стряпчий (1660—1676), стольник (1676—1692), участник Конотопской битвы (1659), воевода в Тотьме (1683), завоеводчик в Крымском походе (1687).
- Юшков Василий Алексеевич (1677—1726), комнатный стольник царя Ивана V Алексеевича (1692), ближний стольник царицы Прасковьи Фёдоровны, отец которого Алексей Александрович был последним, кому пожалован чин окольничего (1711).
- Юшков Никифор Васильевич — воевода на Инсаре (1678—1679), стряпчий (1682), стольник (1686).
- Юшков Степан Фёдоровичи — стольник (1680—1692), завоеводчик в Крымском походе (1687).
- Юшков Алексей Александрович — стряпчий (1676), стольник (1680—1692), воевода в Туринске (1688), окольничий (1711).
- Юшковы: Иван и Артемий Перфильевичи, Андрей Никитич — стольники царицы Прасковьи Фёдоровны (1692).
- Юшков Василий Семёнович — стольник царицы Натальи Кирилловны (1692).
- Юшков Алексей — стольник, воевода в Сургуте (1693).
- Юшковы: Перфилий (хорунжий) и Андрей (поручик) Никифоровичи, Алексей Васильевич (ротмистр), Василий Семёнович  —стольники 17 роты в Азовского похода (1696).
- Юшковы: Матвей Андреевич, Иван Фёдорович, Ехтор Александрович — стряпчие (1660—1692).
- Юшковы: Фёдор Лаврентьевич, Григорий Львович, Никита, Софон, Иван и Василий Никифоровичи, Борис и Андрей Хрисанфовичи — московские дворяне (1658—1692).
- Юшковы: Фёдор Никитич, Никофор Большой Никифорович, Яков, Михаил и Логин Васильевичи, Иван Степановичи, Михаил и Василий Львовичи, Лев и Алексей Ивановичи, Григорий и Алексей Васильевичи — стольники (1686—1696). Дом И. И. Юшкова на Мясницкой (арх. В. Баженов?)

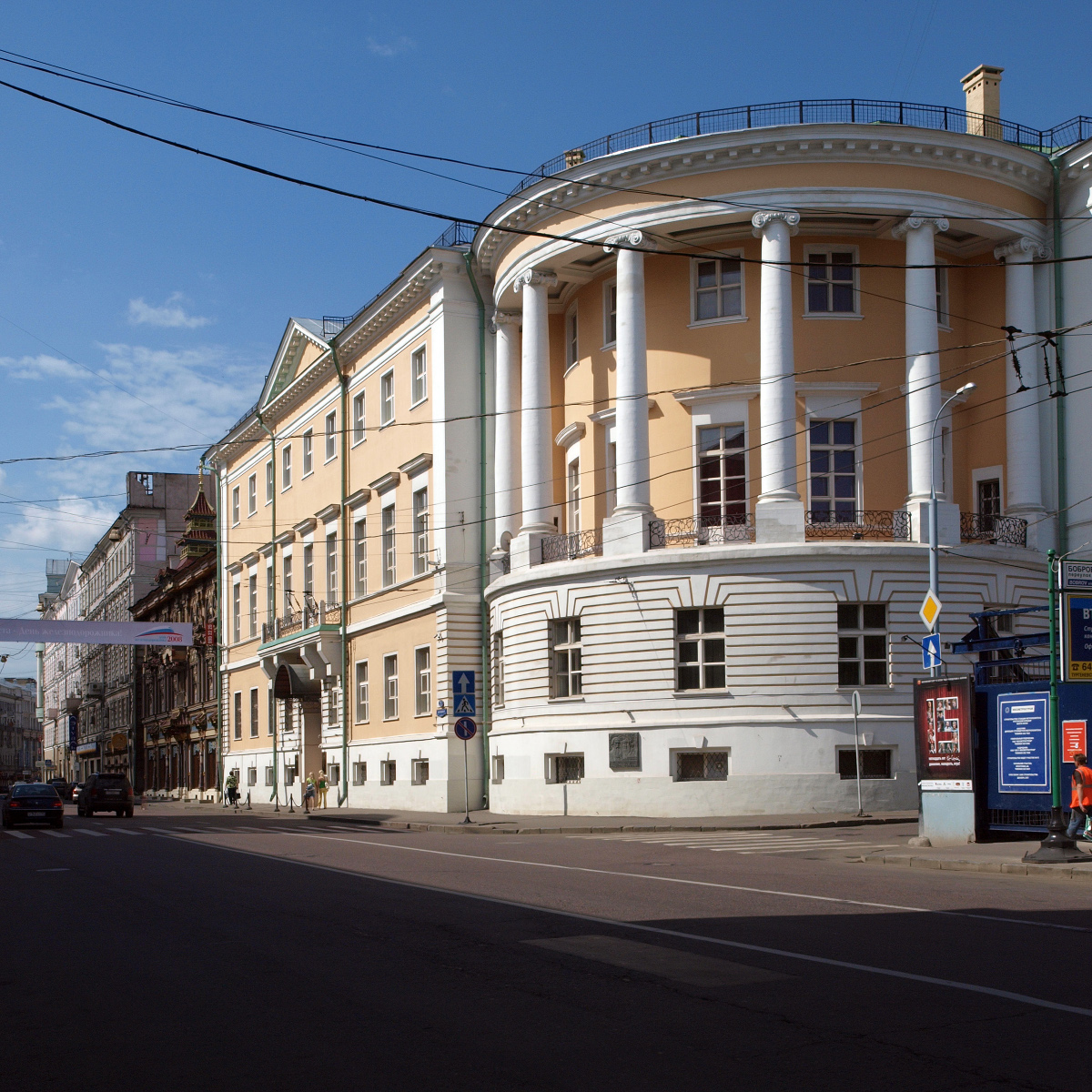
Дом И. И. Юшкова на Мясницкой (арх. В. Баженов?)

- Юшков Афанасий Никифорович — полковник, жена Анна Фёдоровна была любимицей императрицы Анны Иоанновны, имела большое влияние при дворе.
- Юшков Иван Иванович († 1781) — главный судья Судного приказа (1753), президент камер-коллегии (1760), генерал-полицмейстер в Санкт-Петербурге, московский гражданский губернатор, строитель дома Юшкова на Мясницкой, который дал название Юшкову переулку.
- Юшков Александр Иванович (г/р 1780) — генерал-лейтенант, чей портрет висит в Военной галерее, после взятия Парижа русскими войсками был назначен комендантом Парижа (1815).
- Юшков Фёдор Осипович († 1876) — контр-адмирал и адъютант великого князя Константина Николаевича[8][11].

## Юшковы в Казани
В начале XIX века одним из первых в Казани считался дом председателя суда Ивана Осиповича Юшкова († 1811) и его жены Натальи Ипатовны († 1815), урожд. Полянской. По свидетельству Вигеля, у них 

было пять сыновей и столько же дочерей, от сорока лет до пятнадцати и ниже; и это было менее половины нарожденных ими детей; большую же половину они похоронили. Только у нас в России, и то в старину, смотрели без удивления на такое плодородие семейств, коим более принадлежит название рода или племени. Никуда так охотно не стекаются гости, как в те дома, где между хозяевами можно встретить оба пола и все возрасты. Вот почему дом Юшковых почитался и был действительно одним из самых весёлых в Казани.

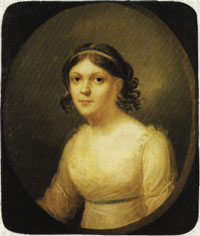
Пелагея Юшкова, тётушка Льва Толстого

Одним из отпрысков этой четы был упомянутый выше генерал Александр Иванович, другим — лейб гусарский полковник Владимир Иванович Юшков (1789—1869), женатый на графине Пелагее Ильиничне Толстой, родной тётке и опекунше Льва Толстого. После смерти мужа Пелагея Юшкова уединилась в одном из монастырей под Тулой, А последние годы доживала в Ясной Поляне у Л. Н. Толстого.